# 1803 en Italie
Chronologie de l'Italie
- 1799
- 1800
- 1801
- 1802
- 1803
- 1804
- 1805
- 1806
- 1807

## Événements
- 1er mars : le bailli Buzi arrive de Messine pour prendre possession de Malte pour le compte du grand-maître Tommasi comme prévu par la paix d'Amiens. Le Commissaire civil britannique Alexander Ball lui répond le lendemain qu'il refuse d'évacuer l'île tant que toutes les puissances n'ont pas ratifié le traité et sans avoir d'instruction spéciales de sa cour[1].
- 1er juin : bulle gravissimis causis adducimur modifiant l'organisation territoriale de l'Église catholique au Piémont après son annexion par la France[2].
- 16 septembre : signature du Concordat avec le Saint-Siège ; le catholicisme est reconnu religion d'État de la république italienne[3].

## Culture
- 3 septembre : inauguration du Teatro Carcano de Milan.
- 4 octobre : création d'Anacréon, ou L'amour fugitif, opéra-ballet de Luigi Cherubini, livret de C. R. Mendouze, à l'Opéra de Paris, salle Montansier, avec une chorographie de Pierre-Gabriel Gardel.

## Naissances en 1803
- 3 janvier : Guglielmo Gasparrini, botaniste et mycologue.  († 28 juin 1866)
- 17 avril : Vitale Sala, peintre. († 22 juillet 1835).
- 14 juillet : Francesco Scaramuzza, peintre, connu pour avoir illustré entièrement l'œuvre majeure de Dante Alighieri, La Divine Comédie. († 20 octobre 1886).
- 19 septembre : Marie-Thérèse de Savoie, duchesse de Parme et de Plaisance, épouse du duc de Parme Charles II. († 16 juillet 1879)
- 22 novembre : Giusto Bellavitis, mathématicien et homme politique, sénateur du royaume d'Italie[4].  († 6 novembre 1880)
- 31 décembre : Achille Vianelli, peintre, l'un des principaux artistes de l'École du Pausilippe. († 2 avril 1894).

Date inconnue
- Vincenzo Abbati, peintre, connu pour ses peintures d'intérieurs et de paysages nocturnes, mais aussi de scènes de genre et de sujets historiques.. († 1866)
- Cesare Poggi, peintre de style néoclassique. († 1859)

## Décès en 1803
- 8 janvier : Domenico Cunego,  graveur, dont les gravures les plus connues sont les reproductions de fresques de Michel-Ange dans la chapelle Sixtine, publiées dans le livre de Gavin Hamilton, Schola Italica Picturae (1773).  (° v. 1724-1725)
- 22 janvier : Giuseppe Baldrighi, 80 ans, peintre de la période baroque (rococo) et du début du néo-classicisme.  (° 12 août 1722)
- 5 février : 
  - Giovanni Battista Casti, 78 ans, écrivain, poète satirique et librettiste.  (° 29 août 1724)
  - Domenico Pignatelli di Belmonte, 72 ans, archevêque de Palerme et cardinal, créé par le pape Pie VII. (° 19 novembre 1730)
- 29 août : Giovanni de Gamerra, 60 ans, librettiste d'opéra, surtout connu pour avoir écrit le livret de Lucio Silla, opéra mis en musique par Mozart en 1772. (° 26 décembre 1742)
- 8 octobre : Vittorio Alfieri, 54 ans, écrivain, dramaturge, philosophe, poète et mémorialiste. (° 16 janvier 1749)